# پالس فراکوتاه
در نورشناسی، یک پالس فراکوتاه (به انگلیسی: ultrashort pulse) یا پالس فوق‌کوتاه، که به عنوان رویداد فراتُند (به انگلیسی: ultrafast event) نیز شناخته می‌شود، یک پالس الکترومغناطیسی است که مدت زمان آن درحد یک پیکوثانیه (۱۲-۱۰ ثانیه) یا کمتر است. چنین پالس‌هایی دارای طیف نوری فراخ‌باند هستند و می‌توانند توسط نوسانگرهای قفل‌مُدی ایجاد شوند. تقویت پالس‌های فراکوتاه تقریباً همیشه نیاز به فنّ تقویت پالس چیرپ دارد تا از آسیب به میانگیر بهره تقویت‌کننده جلوگیری شود.
آنها با شدت قلهٔ بالا (به انگلیسی: high peak) (یا به عبارت صحیح تر، چگالی تابش) مشخص می‌شوند که معمولاً منجر به برهم‌کنش‌های غیرخطی در مواد مختلف از جمله هوا می‌شود. این فرایندها در زمینه اپتیک غیرخطی مورد مطالعه قرار می‌گیرند.
در ادبیات تخصصی، «فراکوتاه» به محدوده فمتوثانیه (fs) و پیکوثانیه (ps) اشاره دارد، اگرچه چنین پالس‌هایی دیگر رکورد کوتاه‌ترین پالس‌های تولیدشده مصنوعی را ندارند. در واقع، پالس‌های پرتوی ایکس با مدت زمان در مقیاس زمانی اتوثانیه گزارش شده‌است.
جایزه نوبل شیمی در سال ۱۹۹۹ به احمد اچ. زوائل برای استفاده از پالس‌های فراکوتاه برای مشاهدهٔ واکنش‌های شیمیایی در این بازه‌زمانی‌ها که در آن رخ می‌دهند، زمینه فمتوشیمی را باز می‌کند.

## تعریف

یک پالس نوری فراکوتاه با چیرپ مثبت در حوزه زمان.

هیچ تعریف استانداردی از پالس فراکوتاه وجود ندارد. معمولاً صفت «فراکوتاه» برای پالس‌هایی با مدت زمان چند ده فمتوثانیه به کار می‌رود، اما در معنای بزرگ‌تر، هر پالسی که کمتر از چند پیکوثانیه طول بکشد را می‌توان فراکوتاه در نظر گرفت. تمایز بین «فراکوتاه» و «فراتُند» ضروری است زیرا سرعت انتشار پالس تابعی از ضریب شکست محیطی است که در آن حرکت می‌کند، درحالی که «فراکوتاه» به پهنای زمانی بسته‌موج پالس اشاره دارد.
یک مثال متداول یک پالس گاوسی چریپ‌دار است، موجی که دامنه میدان آن از یک پوش گاوسی پیروی می‌کند و فاز لحظه‌ای آن دارای یک جاروب فرکانسی است.

## کاربردها

### میکرو/نانو پردازش سه‌بعدی مواد پیشرفته
توانایی لیزرهای فمتوثانیه برای ساخت کارآمد ساختارها و دستگاه‌های پیچیده برای کاربردهای مختلف، به‌طور گسترده در دهه گذشته مورد مطالعه قرار گرفته‌است. فُنون پیشرفته پردازش لیزری با پالس‌های نوری فراکوتاه را می‌توان برای ساختار مواد با وضوح زیرمیکرومتر استفاده کرد. نوشتن لیزر مستقیم (DLW) مقاوم‌کننده‌های نوری مناسب و سایر رسانه‌های شفاف می‌تواند کریستال‌های فوتونی سه‌بعدی پیچیده (PhC)، اجزای ریزاُپتیکی، توری‌ها، داربست‌های مهندسی بافت (TE) و موجبرهای نوری ایجاد کند. چنین ساختارهایی به‌طور نهفته برای توانمندسازی کاربردهای نسل‌بَعدی در مخابرات و مهندسی زیستی که بر ایجاد قطعات مینیاتوری پیچیده‌تر متکی هستند، مفید هستند. دقت، سرعت ساخت و تطبیق‌پذیری پردازش لیزر فراتُند، آن را به یک ابزار صنعتیِ حیاتی برای تولید تبدیل می‌کند.

### ریزماشینکاری
از جمله کاربردهای لیزر فمتوثانیه، ریزبافتارش (به انگلیسی: microtexturization) سطوح کاشتینه (به انگلیسی: implant) برای تقویت استخوان‌سازی در اطراف کاشتینه‌های دندانی زیرکونیا (به انگلیسی: zirconia) آزمایش شده‌است. این فنّ با آسیب حرارتی بسیار کم و با کاهش آلودگی‌های سطحی دقیق است. مطالعات حیوانی پسین نشان‌داد که افزایش لایه اکسیژن و ویژگی‌های میکرو و نانو ایجادشده توسط ریزبافت‌بندی با لیزر فمتوثانیه منجر به نرخ‌های بالاتر تشکیل استخوان، تراکم استخوان بالاتر و بهبود پایداری مکانیکی می‌شود.

## برای مطالعهٔ بیشتر
- Hirlimann, C. (2004). "Pulsed Optics".  In Rullière, Claude (ed.). Femtosecond Laser Pulses: Principles and Experiments (2nd ed.). New York: Springer. ISBN 0-387-01769-0.
- Andrew M. Weiner (2009). Ultrafast Optics. Hoboken, NJ: Wiley. ISBN 978-0-471-41539-8.
- J. C. Diels and W. Rudolph (2006). Ultrashort Laser Pulse phenomena. New York, Academic. ISBN 978-0-12-215493-5.